# Attalus II van Pergamon
Attalus II (220-138 v.Chr.), bijgenaamd Philadelphus (d.i. die zijn broeder bemint), was koning van Pergamon (uit het huis der Attaliden) van 159 v.Chr. tot aan zijn dood.
Hij was een jongere zoon van Attalus I, en vóór 160 v.Chr. onderscheidde hij zich als bedreven militair en diplomaat, maar vooral als een bijzonder loyale dienaar van zijn broer Eumenes II, ook al had hij deze reeds vanaf 168, met de steun van de Romeinen, kunnen verdringen. Daaraan heeft hij trouwens zijn bijnaam te danken. Nadat hij uiteindelijk zijn broer was opgevolgd, zette hij de politiek van zijn onmiddellijke voorgangers verder en speelde hij gedwee de rol van waakhond voor de Romeinen in het Oosten. Zo steunde en bewapende hij de pretendent Alexander Balas in diens strijd om de troon der Seleuciden te veroveren op Demetrius I. Als "tegenprestatie" kon Attalus rekenen op Romeinse steun voor zijn beide oorlogen tegen Bithynië.

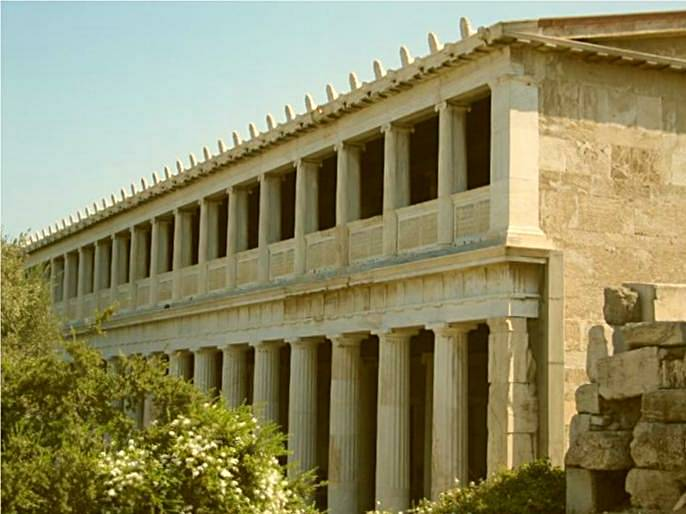
De (gereconstrueerde) Stoa van Attalus op de Atheense agora ...

 Zoals alle leden van zijn familie was Attalus II uitermate geïnteresseerd in kunst en literatuur. Als dankbare herinnering aan de filosofische opleiding die hij als jonge prins in Athene had genoten, liet hij op zijn kosten de naar hem genoemde Stoa van Attalus bouwen op de Agora van Athene.